# Championnats panaméricains d'escrime 2011
Navigation
Édition précédente Édition suivante
Les 6es championnats panaméricains d'escrime se déroulent à Reno aux États-Unis du 4 au 9 juillet 2011.

## Médaillés
| Épreuves                               | Or                                                                                      | Argent                                                                                         | Bronze                                                                            |
| -------------------------------------- | --------------------------------------------------------------------------------------- | ---------------------------------------------------------------------------------------------- | --------------------------------------------------------------------------------- |
| Épée                                   |                                                                                         |                                                                                                |                                                                                   |
| Hommes individuel résultats détaillés  | Soren Thompson                                                                          | Rubén Limardo                                                                                  | Weston Kelsey Hugues Boisvert-Simard                                              |
| Hommes par équipes résultats détaillés | États-Unis- Seth Kelsey - Soren Thompson - Cody Mattern - Benjamin Bratton              | Canada- Hugues Boisvert-Simard - Vincent Pelletier - Tigran Bajgoric - Igor Gantsevich         | Venezuela- Rubén Limardo - Francisco Limardo - Wolfgang Mejias - Silvio Fernández |
| Femmes individuel résultats détaillés  | Kelley Hurley                                                                           | Courtney Hurley                                                                                | Cáterin Bravo Aránguiz Lindsay Campbell                                           |
| Femmes par équipes résultats détaillés | États-Unis- Kelley Hurley - Courtney Hurley - Maya Lawrence - Lindsay Campbell          | Canada- Joanna Guy - Sherraine Schalm - Ainlsey Switzer - Daria Jorquera Palmer                | Mexique- Andrea Ezeta - Andrea Millan - Alexandra Avena - Alejandra Terán         |
| Fleuret                                |                                                                                         |                                                                                                |                                                                                   |
| Hommes individuel résultats détaillés  | Race Imboden                                                                            | Alexander Massialas                                                                            | Daniel Gómez Gerek Meinhardt                                                      |
| Hommes par équipes résultats détaillés | États-Unis- Race Imboden - Alexander Massialas - Gerek Meinhardt - Miles Chamley-Watson | Canada- Anthony Prymack - Alexander Simmons - Maximilien Van Haaster - Étienne Lalonde Turbide | Brésil- Guilherme Toldo - Heitor Shimbo - João Souza                              |
| Femmes individuel résultats détaillés  | Lee Kiefer                                                                              | Doris Willette                                                                                 | Monica Peterson Nzingha Prescod                                                   |
| Femmes par équipes résultats détaillés | États-Unis- Lee Kiefer - Nzingha Prescod - Nicole Ross - Doris Willette                 | Canada- Alanna Goldie - Alejandra Munoz - Paula Silva                                          | Brésil- Christine Botros - Augusta Oliveira - Bia Bulcão                          |
| Sabre                                  |                                                                                         |                                                                                                |                                                                                   |
| Hommes individuel résultats détaillés  | Daryl Homer                                                                             | Vincent Couturier                                                                              | Renzo Agresta Philippe Beaudry                                                    |
| Hommes par équipes résultats détaillés | États-Unis- Jeff Spear - James Williams - Daryl Homer - Timothy Morehouse               | Canada- Vincent Couturier - Max Stearns - Philippe Beaudry - Joseph Polossifakis               | Venezuela- Carlos Bravo - Abraham Rodriguez - Eliécer Rincones - Hernán Jansen    |
| Femmes individuel résultats détaillés  | Mariel Zagunis                                                                          | Sandra Sassine                                                                                 | María Belén Pérez Maurice Daria Schneider                                         |
| Femmes par équipes résultats détaillés | États-Unis- Daria Schneider - Mariel Zagunis - Ibtihaj Muhammad - Dagmara Wozniak       | Venezuela- Patricia Contreras - Nulexis Gonzales - Alejandra Benítez                           | Mexique- Angélica Larios - Úrsula González - Angélica Aguilar                     |

## Tableau des médailles
| Rang  | Nation     | Or | Argent | Bronze | Total |
| ----- | ---------- | -- | ------ | ------ | ----- |
| 1     | États-Unis | 12 | 3      | 5      | 20    |
| 2     | Canada     | 0  | 7      | 4      | 11    |
| 3     | Venezuela  | 0  | 2      | 2      | 4     |
| 4     | Brésil     | 0  | 0      | 3      | 3     |
| 4     | Mexique    | 0  | 0      | 3      | 3     |
| 6     | Argentine  | 0  | 0      | 1      | 1     |
| Total | Total      | 12 | 12     | 18     | 42    |